# Belgiens Grand Prix 2004
Belgiens Grand Prix 2004 var det fjortonde av 18 lopp ingående i formel 1-VM 2004.

## Resultat
1. Kimi Räikkönen, McLaren-Mercedes, 10 poäng
2. Michael Schumacher, Ferrari, 8
3. Rubens Barrichello, Ferrari, 6
4. Felipe Massa, Sauber-Petronas, 5
5. Giancarlo Fisichella, Sauber-Petronas, 4
6. Christian Klien, Jaguar-Cosworth, 3
7. David Coulthard, McLaren-Mercedes, 2
8. Olivier Panis, Toyota, 1
9. Jarno Trulli, Renault
10. Ricardo Zonta, Toyota
11. Nick Heidfeld, Jordan-Ford

### Förare som bröt loppet
- Juan Pablo Montoya, Williams-BMW (varv 37, däck)
- Antonio Pizzonia, Williams-BMW (31, växellåda)
- Jenson Button, BAR-Honda (29, olycka)
- Zsolt Baumgartner, Minardi-Cosworth (28, olycka)
- Fernando Alonso, Renault (11, snurrade av)
- Mark Webber, Jaguar-Cosworth (0, olycka)
- Takuma Sato, BAR-Honda (0, olycka)
- Gianmaria Bruni, Minardi-Cosworth (0, olycka)
- Giorgio Pantano, Jordan-Ford (0, olycka)